# Jorge Vieira (artista plástico)
Jorge Ricardo da Conceição Vieira (Lisboa, 16 de novembro de 1922 — Estremoz, 23 de dezembro de 1998) foi um escultor e professor português. 
Pertence à terceira geração de artistas modernistas portugueses, onde ocupa um lugar de destaque. É considerado por José Augusto França como o mais importante escultor português da década de 1950.

## Biografia

Escultura, c. 1961, granito, 141 cm (1º Prémio de Escultura, II Exposição de Artes Plásticas da Fundação Calouste Gulbenkian, 1961)

Filho de Anibal Vieira e Alice Vieira, nasceu na Rua Dr. Teófilo Braga, em Lisboa.
Frequentou a Liceu Passos Manuel, Lisboa. Em 1941 o pai o matriculou-o na Escola de Belas-Artes de Lisboa; de início frequentou o curso de arquitetura e, mais tarde, o de escultura, que termina em 1953. Foi aluno de Leopoldo de Almeida.
Trabalhou nos ateliês de António Duarte e Francisco Franco e também no de António da Rocha Correia, onde aprendeu a técnica da terracota e o seu tratamento cromático por engobes.
Ainda estudante, participou nas Exposições Gerais de Artes Plásticas de 1947 e 1951.
Expõe individualmente pela primeira vez em 1949 na SNBA. Em 1953 concorre ao Concurso Internacional de Escultura promovido pelo Institute of Contemporary Arts, Londres, O Prisioneiro Político Desconhecido, onde é premiado (projeto para o Monumento ao prisioneiro político desconhecido, 1953).  Essa obra é exposta na Tate Gallery e, mais tarde, na II Bienal de S. Paulo, Brasil.
Ao longo desses anos de formação viaja até Paris e Londres (1948); percorre a Espanha, Sul da França e Itália na companhia de Duarte Castel-Branco e Sá Nogueira (1951). Aprofunda amizade com Lagoa Henriques, José Dias Coelho,  João Abel Manta e com os surrealistas Pedro Oom, Cruzeiro Seixas ou Mário-Henrique Leiria.
Entre 1954 e 1956 frequenta a Slade School of Fine Arts, Londres, onde é aluno de Henry Moore e Reg Butler. De regresso a Portugal, retoma a atividade docente no ensino secundário (tinha ensinado nas Caldas da Rainha e ingressaria agora na António Arroio); colabora com os arquitetos Frederico George e Francisco da Conceição Silva realizando relevos ou esculturas para vários edifícios. Em 1957 cria dois grupos escultóricos para o Pavilhão Português do Comptoir Suisse de Lausanne e, no ano seguinte, participa na Feira Internacional de Bruxelas, sendo selecionado para figurar na exposição 50 ans d’Art Moderne , onde vence uma medalha de prata (será único escultor português presente na exposição).
Em 1957 colabora com o arquiteto Jorge Ferreira Chaves executando uma escultura/anúncio representando uma rã, para a fachada da loja Palissi Galvani na Rua Serpa Pinto, no Chiado. A obra esteve em exposição até à demolição da loja, em 2009.
Vence o 2º Prémio de Escultura na I Exposição de Artes Plásticas da Fundação Calouste Gulbenkian, 1957, e o 1º Prémio de Escultura na II Exposição de Artes Plásticas da Fundação Calouste Gulbenkian, 1961.

Sem título, 1948, terracota, 7 x 19,5 x 7,5 cm

Em 1964, integrado como escultor na equipa dirigida pelo Arq. Francisco da Conceição Silva, obtêm o 1º Prémio no concurso para a valorização plástica do maciço de amarração norte da Ponte sobre o Tejo. Neste ano é afastado do Gabinete Técnico da Habitação (por motivos de ordem política) e não é admitido como docente na Escola de Belas-Artes de Lisboa (por razões idênticas).
Em 1976, dois anos depois do 25 de Abril ingressa como 1º Assistente na ESBAP. No ano de 1981 transita para a ESBAL, onde jubila como Professor de Escultura em 1992.

Adquire uma casa nos arredores de Estremoz em 1982, onde irá trabalhar largas temporadas. 

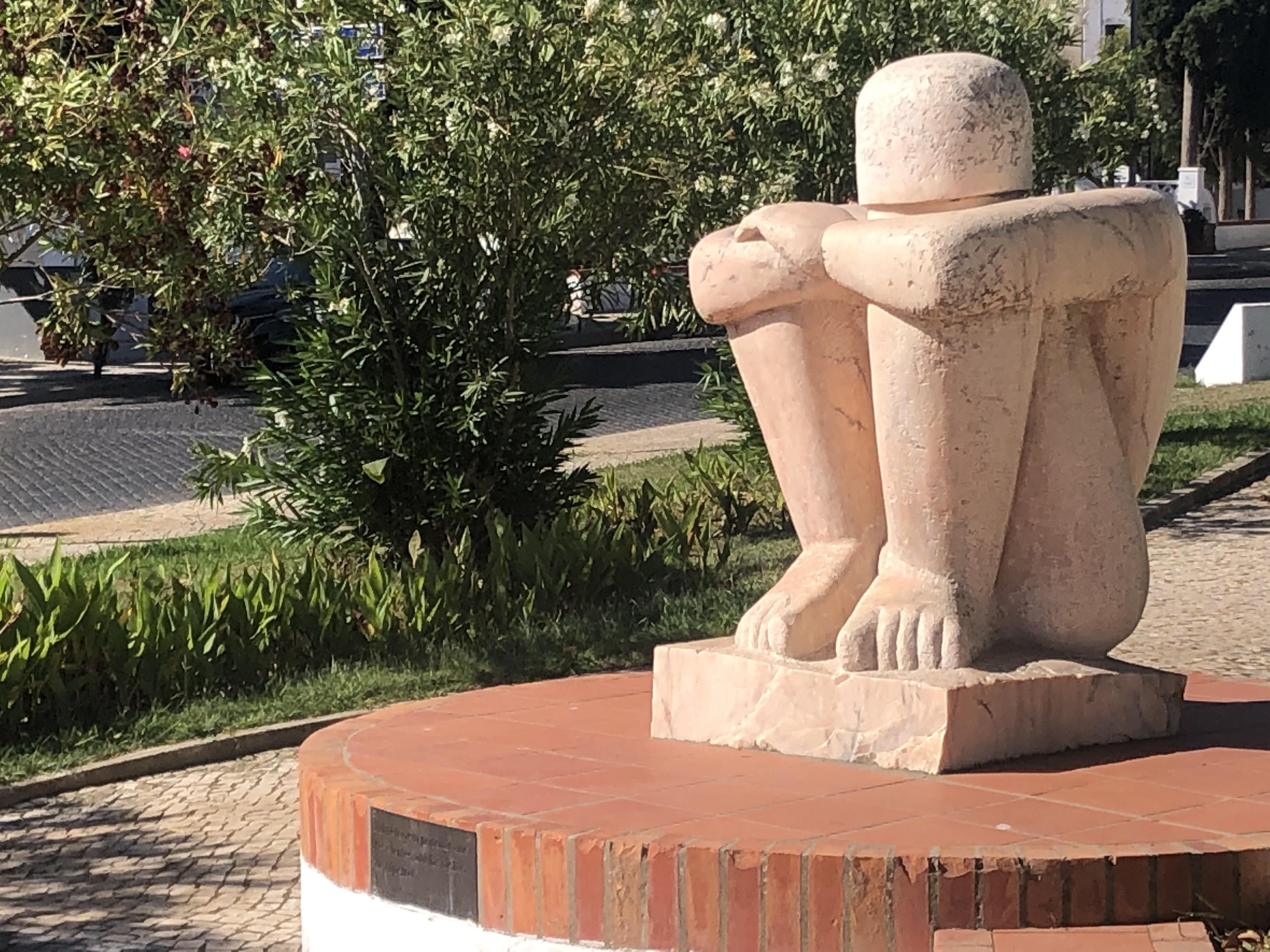
Monumento ao Antifascista de Aljustrel (1990), em Aljustrel, Portugal, em mármore rosa de Borba.

 Em 1990, é inaugurado O Monumento ao Anti-Fascista de Aljustrel. Esta obra tem origem em 1962, nos estudos que Jorge Vieira realiza em terracota em homenagem ao artista e seu amigo José Dias Coelho morto pelo PIDE, em 1962. Este monumento, realizado em mármore rosa de Borba, um material menos comum no corpo de obra do artista, apresenta uma figura sentada numa posição contraída. A opção de Jorge Vieira representar a insubmissão através de uma figura em desgaste marca o seu afastamento dos arquétipos associados a atividade política, numa época em que gestos de resistência eram oprimidos. 
Em 1994 é inaugurado em Beja o Monumento ao Prisioneiro Político Desconhecido. Realiza um Grupo Escultórico que será instalado na Avenida dos Descobrimentos em Lagos, Algarve (junto ao edifício dos CTT / Correios de Portugal). Em 1995 o Museu do Chiado organiza uma exposição retrospetiva da a sua obra. Em 1997-98 é autor da escultura Homem Sol para a EXPO 98 (Parque das Nações, Lisboa, 1997-98) e de uma outra para a Ponte Vasco da Gama (1998). A 18 de setembro de 1998, foi agraciado com o grau de Grã-Cruz da Ordem do Infante D. Henrique.
Falece a 23 de dezembro de 1998, em Estremoz. Dois anos depois é inaugurado o Monumento ao Mármore, concebido em 1996 e oferecido ao município de Estremoz. Desenhos e esculturas de sua autoria são integrados na homenagem a Mário Cesariny, Museu Municipal de Estremoz, 2007.
No 10º aniversário do seu falecimento é inaugurada na Galeria Artecontempo a exposição Cada Desenho um Amigo (2008), realizada em parceria com a Câmara Municipal de Estremoz, através do Museu Municipal. 
Em homenagem ao escultor, em 1995 o município de Beja adquiriu um edifício que desde esse ano alberga o Museu Jorge Vieira – Casa das Artes. No primeiro piso é apresentada a  coleção oferecida pelo escultor (desenho e escultura); o piso inferior destina-se a exposições temporárias, performances, instalações, conferências e debates, ateliers de artes plásticas, etc.
Está representado em inúmeras coleções, públicas e privadas, nomeadamente: Centro de Arte Moderna José de Azeredo Perdigão, Lisboa; Museu do Chiado, Lisboa; etc.

## Obra

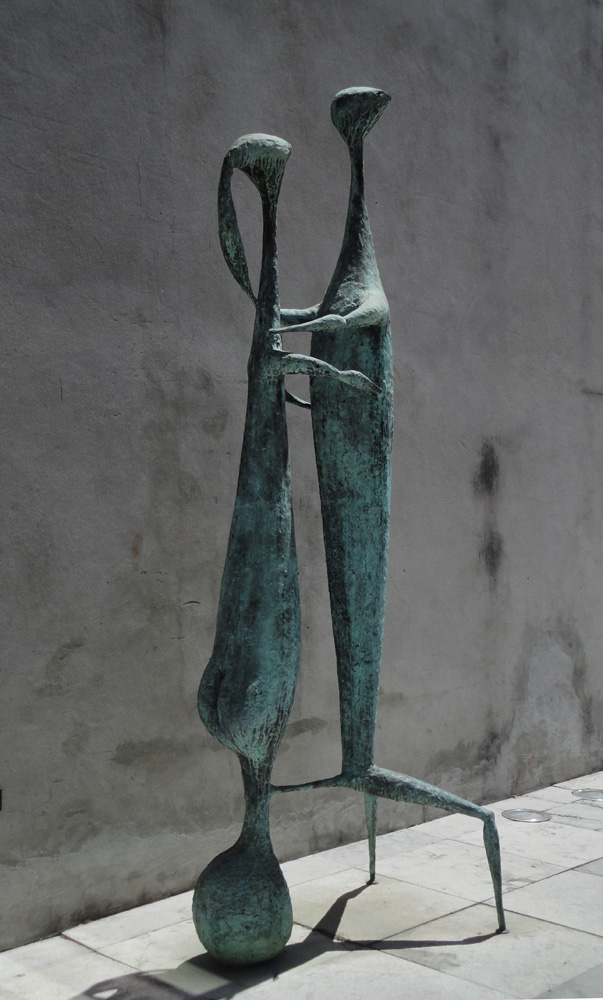
Sem título, 1957, bronze (escultura para o Comptoir Suisse, Lausanne)

Para Jorge Vieira, desenho e escultura foram meios expressivos de eleição. Se os trabalhos sobre papel percorrem os seus vários modos e períodos, na escultura optou por técnicas diferenciadas, num cuidadoso entrosamento entre o material e os objetivos e condicionantes específicos de cada obra. Utilizou bronze, pedra ou madeira, de modo seguro mas relativamente circunscrito, e empenhou-se sobretudo no ferro e terracota, que lhe serviram de veículo par obras de cariz diverso (ferro em trabalhos de grande dimensão, por vezes em espaço público; terracota na sua vasta produção de pequeno formato). 
Alheio às tradicionais formulações da escultura como monumento, distanciando-se desde o início dos seus mestres em terra lusa, o escultor oscilará livremente entre pulsões complementares, senão contrárias: diferentes graus de subversão das figuras; pendor trágico ou irónico; figuração / abstração; cheio / vazio; masculino / feminino; humano / animal; forma / informal; etc.).
A obra de Jorge Vieira emerge a partir de meados da década de 1940, no momento em que as fraturas entre neorrealismo e surrealismo, por um lado, e figuração e abstração, por outro, dividem a cena artística nacional. Sem se vincular a qualquer grupo ou tendência, a sua primeira mostra individual irá integrar "esculturas abstratas, de sentido orgânico, a par de outras surrealizantes" (veja-se, por exemplo, sem título, 1948). 
Através da assimilação de um vocabulário primitivista, sincrético, a metamorfose e a transfiguração das formas em que trabalha encontra uma expressão "consentânea com as práticas surrealistas. No entanto, não pode definir-se apenas como escultor surrealista: já em 1948, realizou um conjunto de trabalhos em barro […] no qual evidenciava o seu interesse pela redução da figura a um núcleo orgânico, sinal elementar traduzido no movimento ondulante do volume polido da terracota".

sem título, 1971 terracota com engobes, 30,5 x 34,5 x 18,5 cm

O seu Monumento ao prisioneiro político desconhecido (maqueta inicial, em bronze, datada de 1953; concretização em tamanho real em 1994, instalado em Beja) "tem particular acutilância no contexto cultural repressivo em que foi realizada". Evitando o caráter óbvio de uma solução ilustrativa tradicional, optou por uma "plena invenção abstrata em que duas elipses entrelaçadas articulam uma memória antropológica com meios exclusivamente plásticos". A sucessão de espaços abertos e vazios "afirma a escultura como fundadora de um real outro, abstrato mas percorrido de intencionalidade figural". 
A influência de Henry Moore e Reg Butler far-se-á sentir sobretudo a partir da ida para Londres. Em alguns trabalhos desta época o escultor retoma temas animalistas e humanos abordados anteriormente, "seguindo um formulário de simplificação da figura". Noutros casos a referência antropomórfica dissolve-se em estruturas verticais, numa articulação dinâmica de linhas e planos. As obras realizadas para o Comptoir Suisse e para a exposição de Bruxelas "tornam explícito este entendimento da escultura como forma aberta no espaço".
Nas décadas de 1960 e 1970 alguns dos seus trabalhos orientam-se para uma conceção de teor construtivo onde se acentua um sentido dinâmico, presente em anteriores obras em barro. Mais tarde irá recuperar a figura humana, de novo numa dimensão onírica e surreal, criando combinações insólitas, em várias peças, onde os corpos se desmultiplicam, sobrepõem, desmembram ou mutilam.

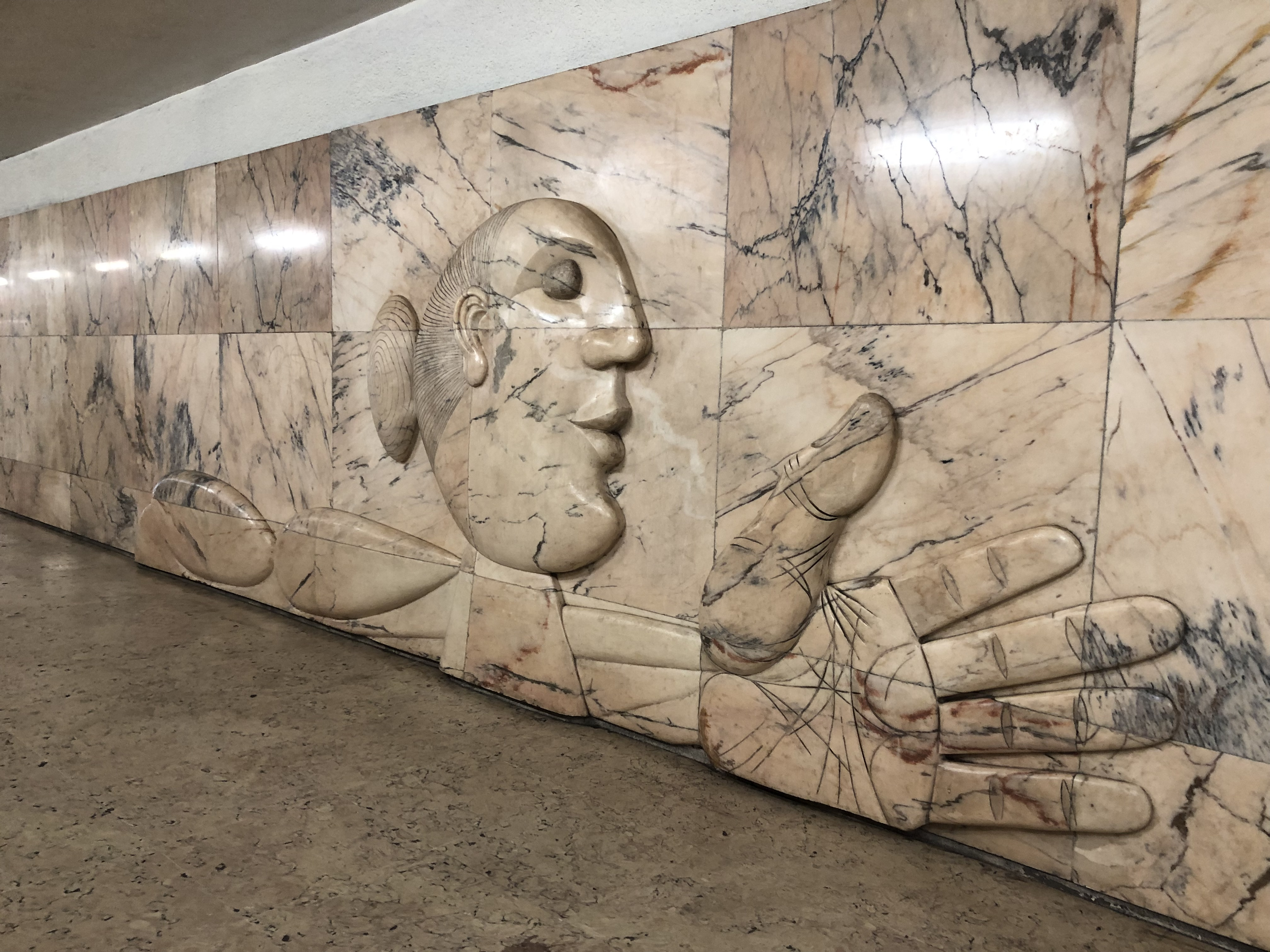
Painel na estação de metro do Saldanha, em Lisboa, 1996.

 Opera uma acentuada hibridização desses personagens em que todos os elementos parecem permutáveis: "troncos que se tornam cabeças [...], chifres que se transformam em braços [...] pescoços que desaparecem e braços que se transformam em patas de animais [...], pernas isoladas com uma sorridente cabeça sobreposta [...]... A lista é virtualmente interminável" (ver por exemplo, sem título, 1971). Um exemplo interessante deste imaginário no espaço público são os paineis em relevo na estação de metro do Saldanha, em Lisboa, inaugurada em 1996. Criados em mármore rosa, ocupam os corredores da estação um "fluxo de critatuas de formas incertas criadas a partir de uma fusão de fragmentos do corpo humano e de animais, gerando um conjunto inusitado de figuras híbridas".

### Esculturas para o Comptoir Suisse, 1957, bronze

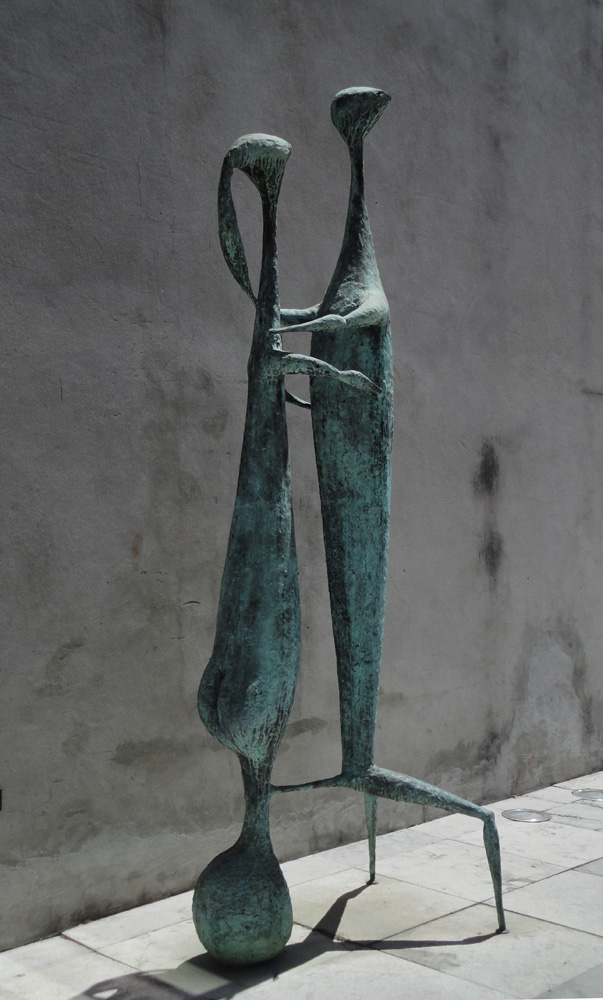
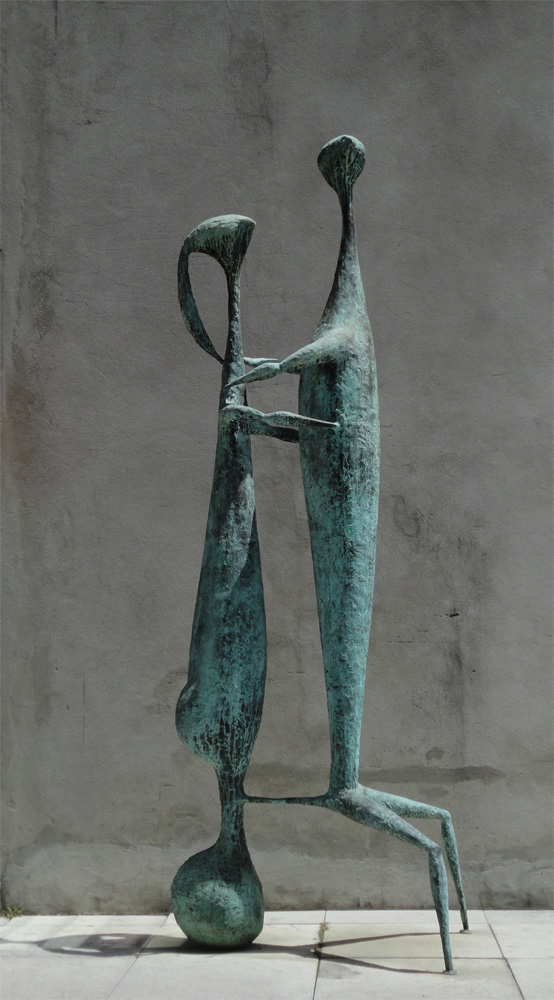
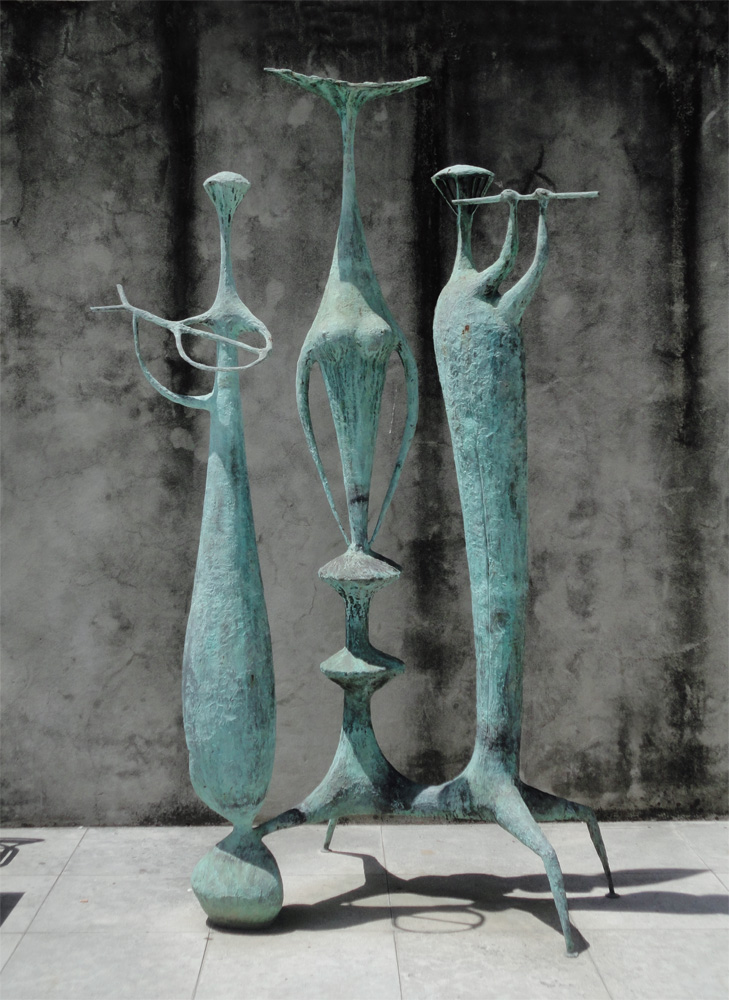

### Touro, 1996, ferro, 170 x 186 x 62 cm

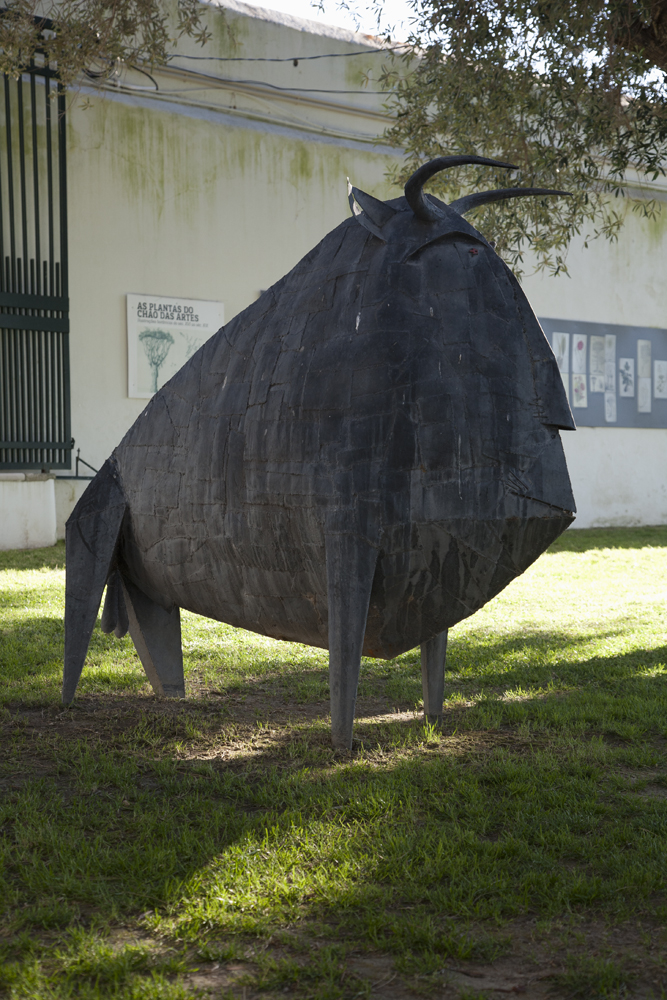
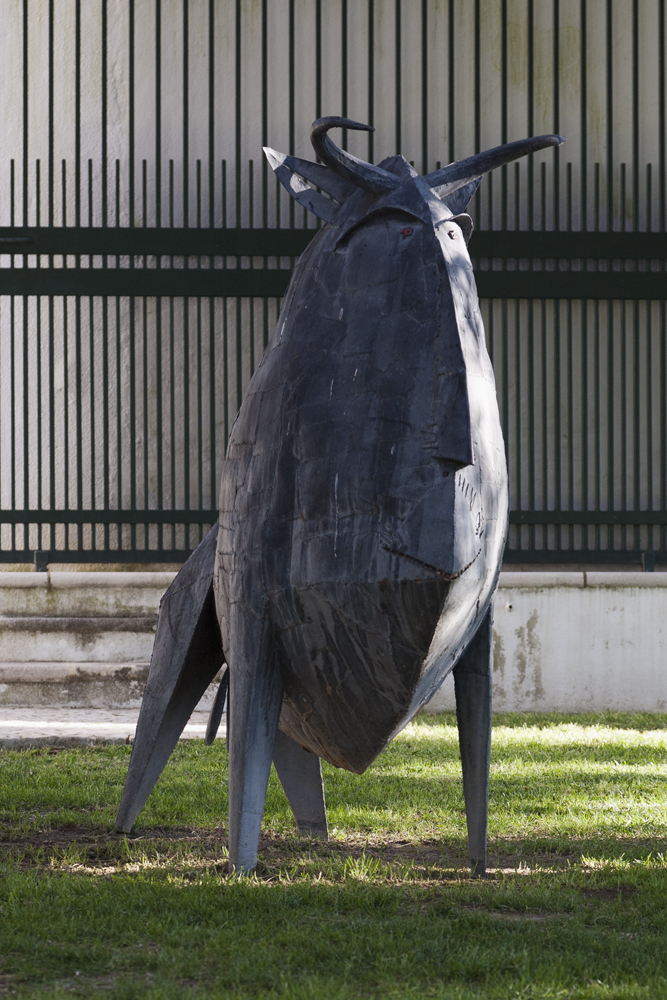
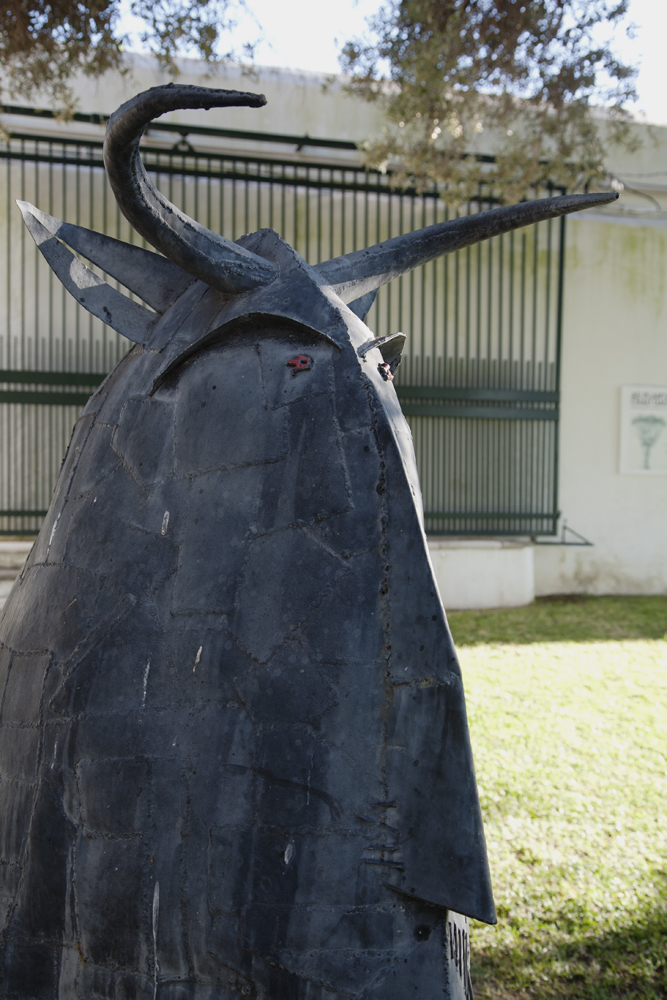

### Monumento ao Prisioneiro Político Desconhecido, Frente à Pousada de S. Francisco, Beja, 1994, bronze

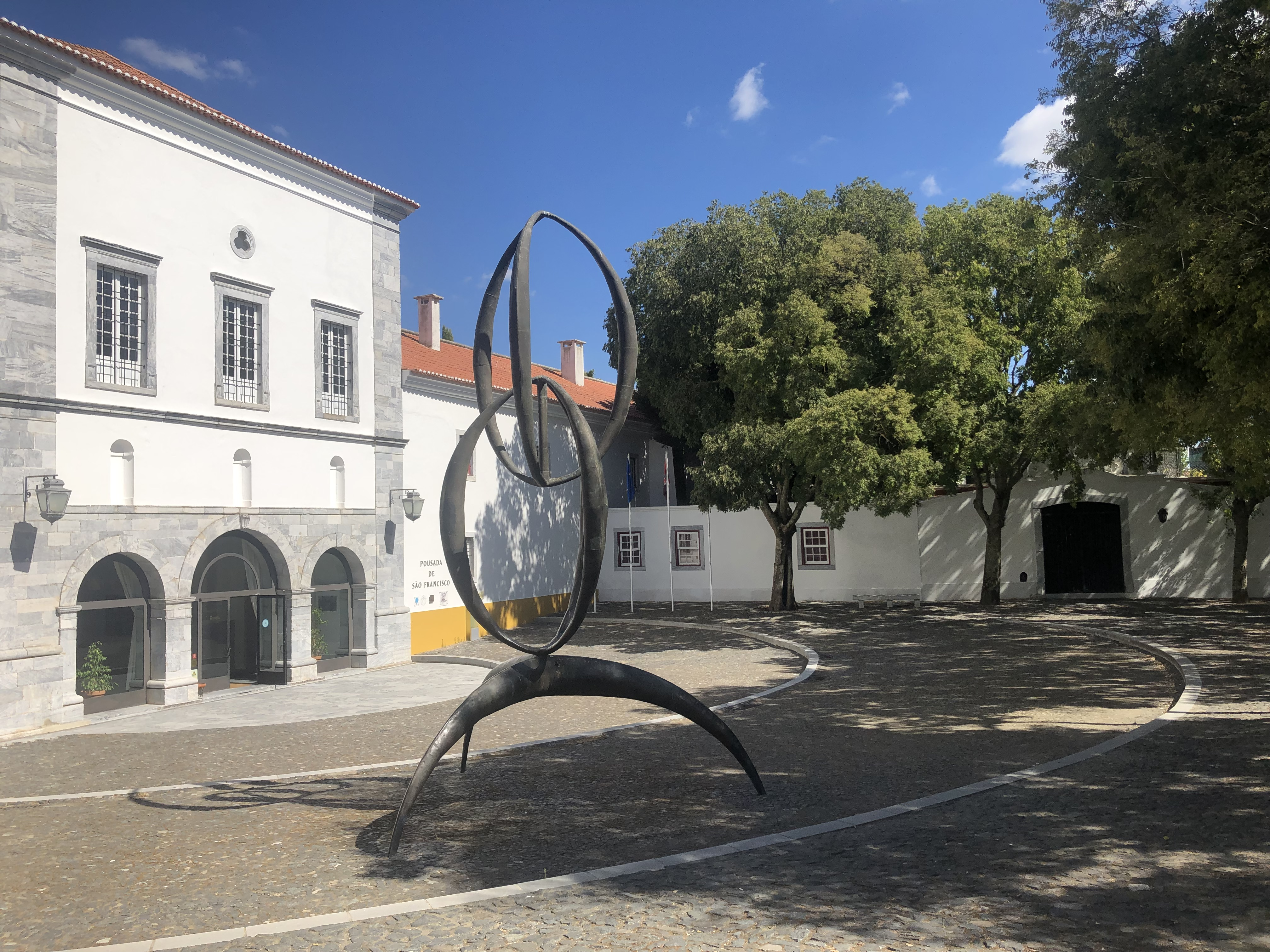
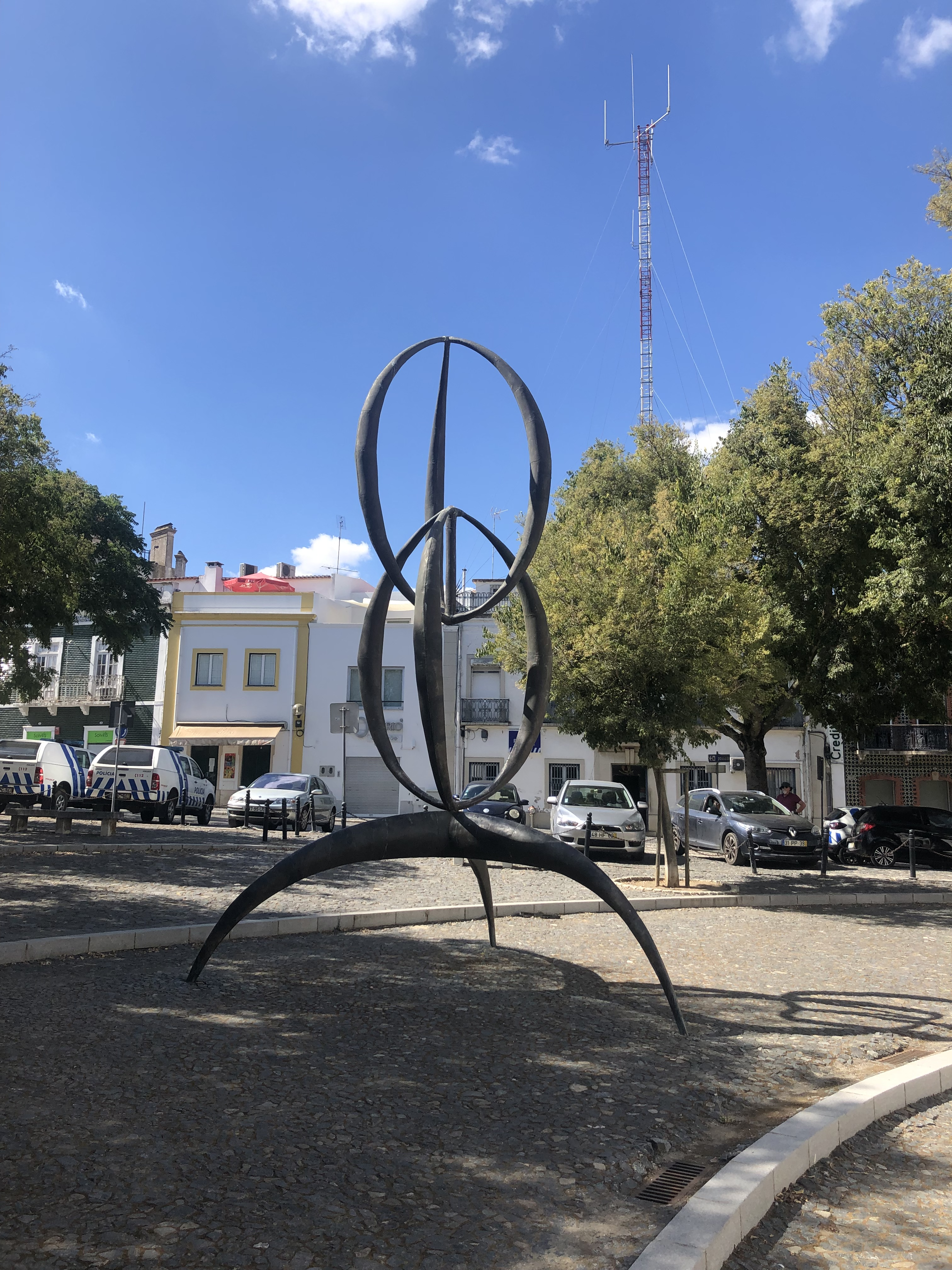
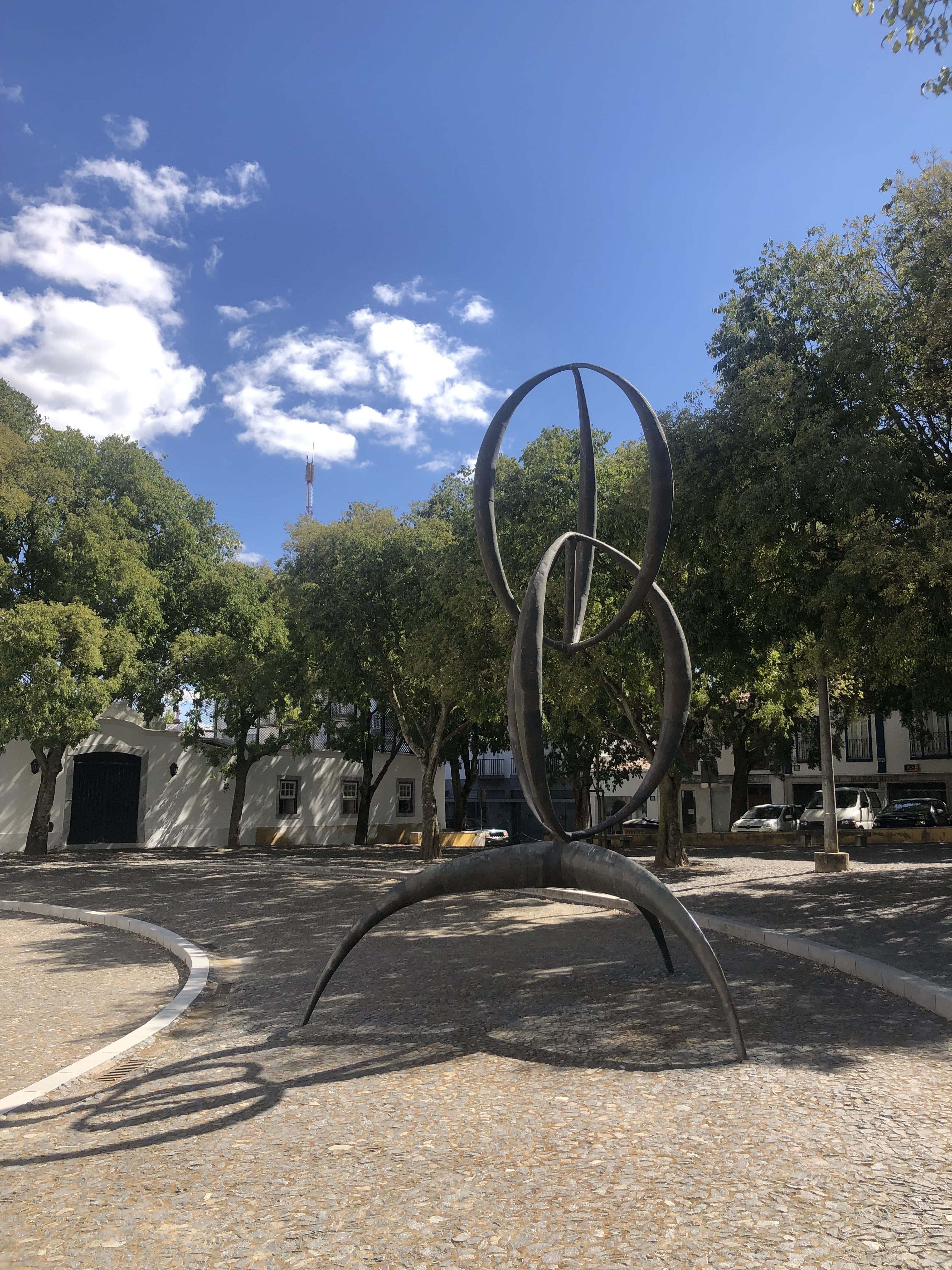

### Gradeamento, Largo do Município, Lisboa, 1997, ferro

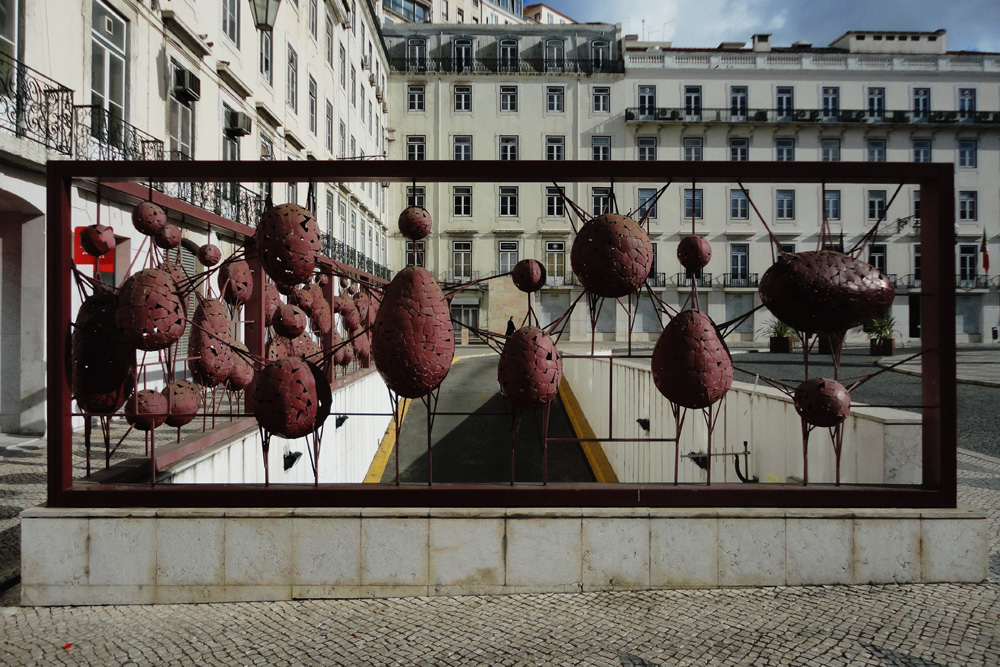
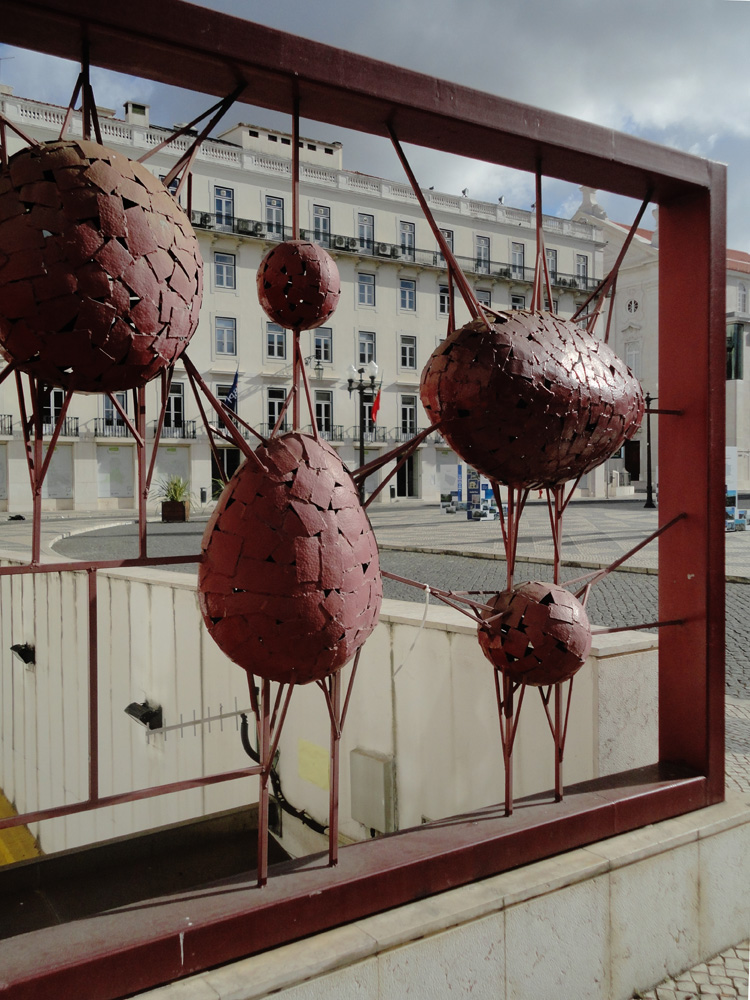
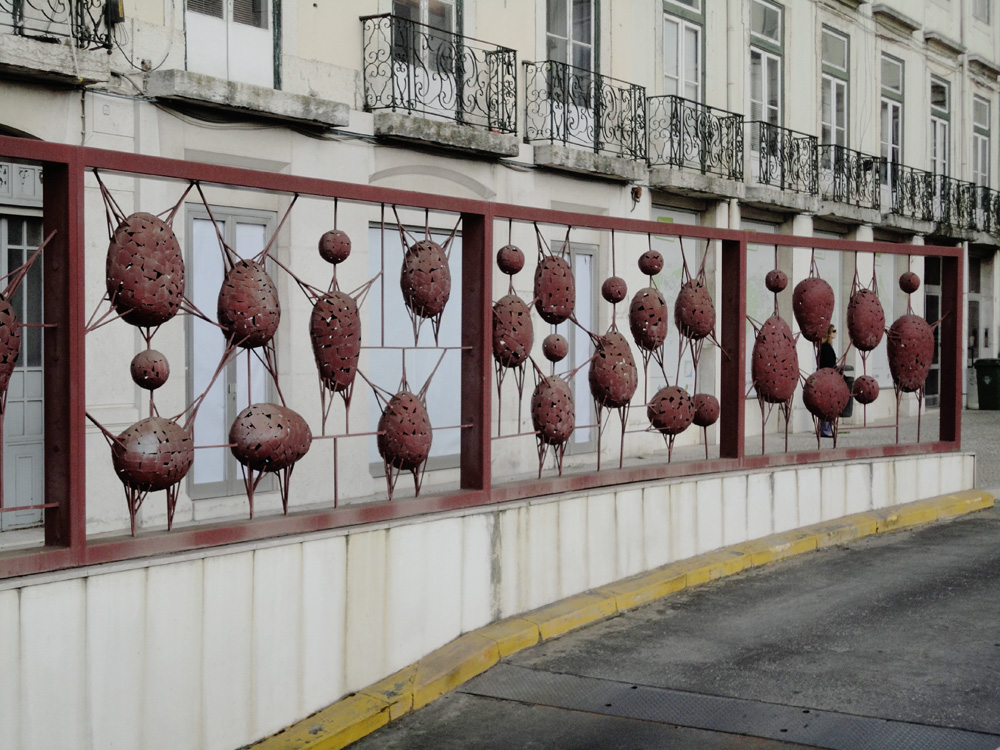
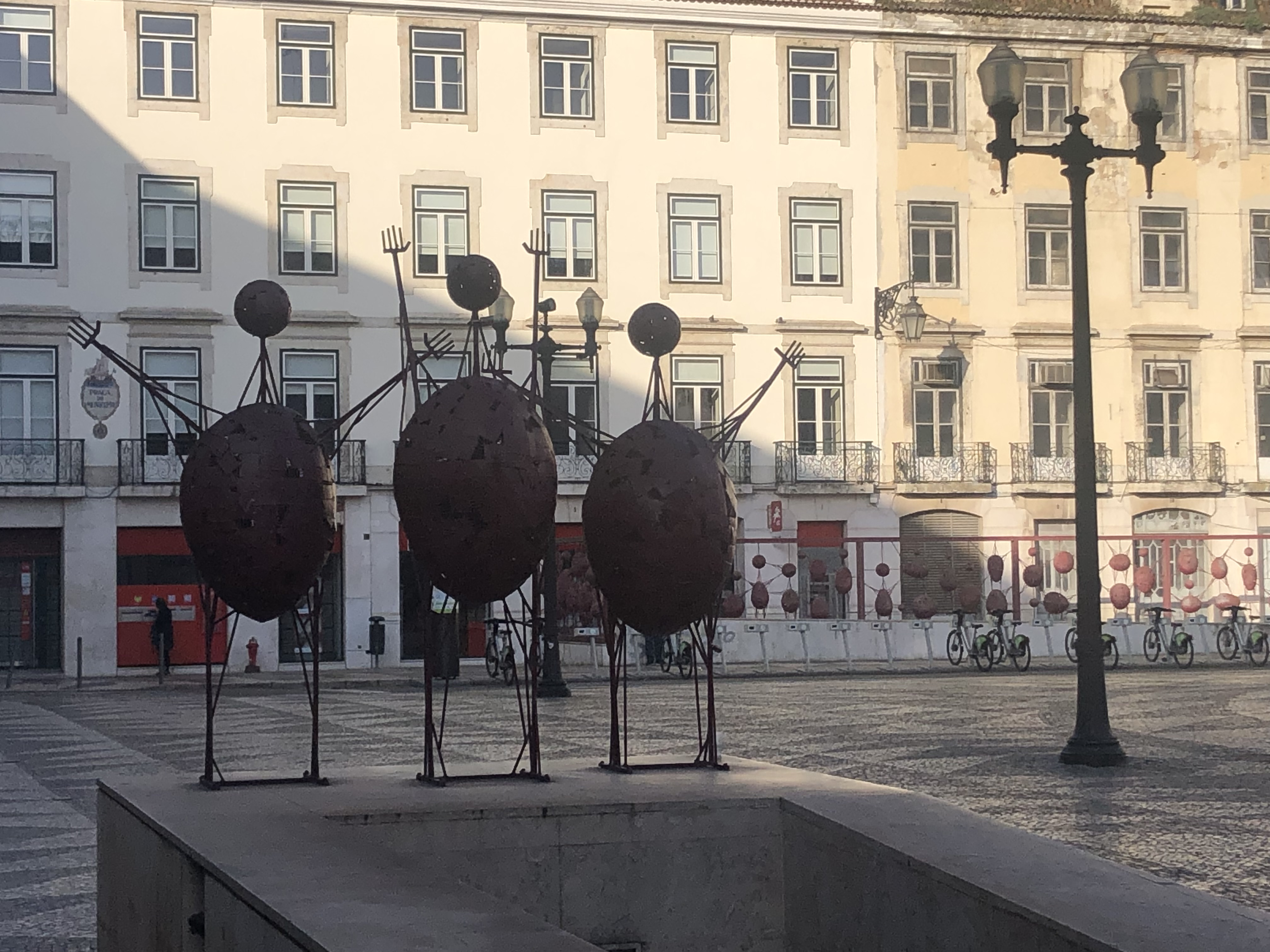

### Símbolo (Memorial), Rotunda de Lisboa, Beja, 1964-1999, bronze

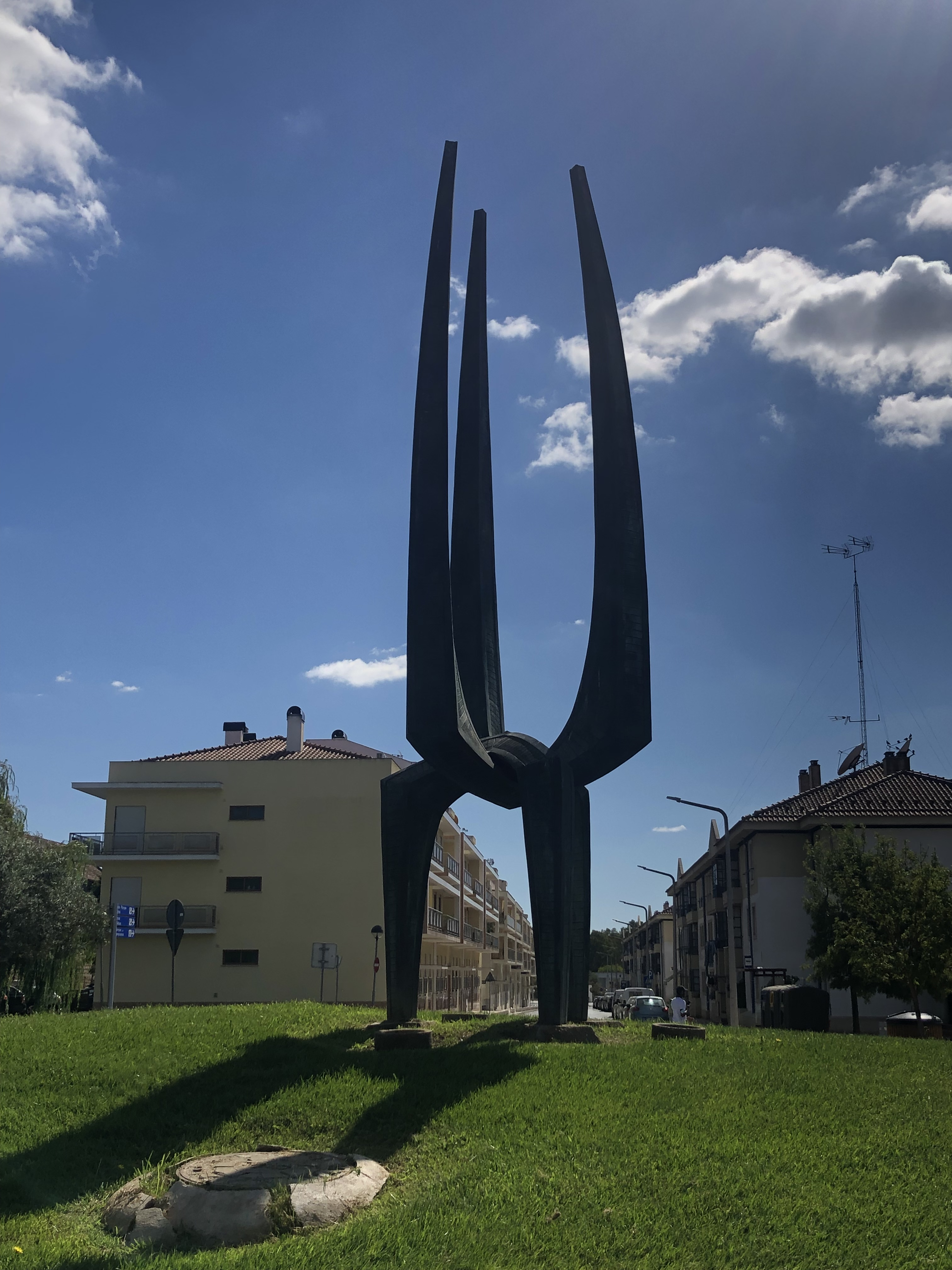
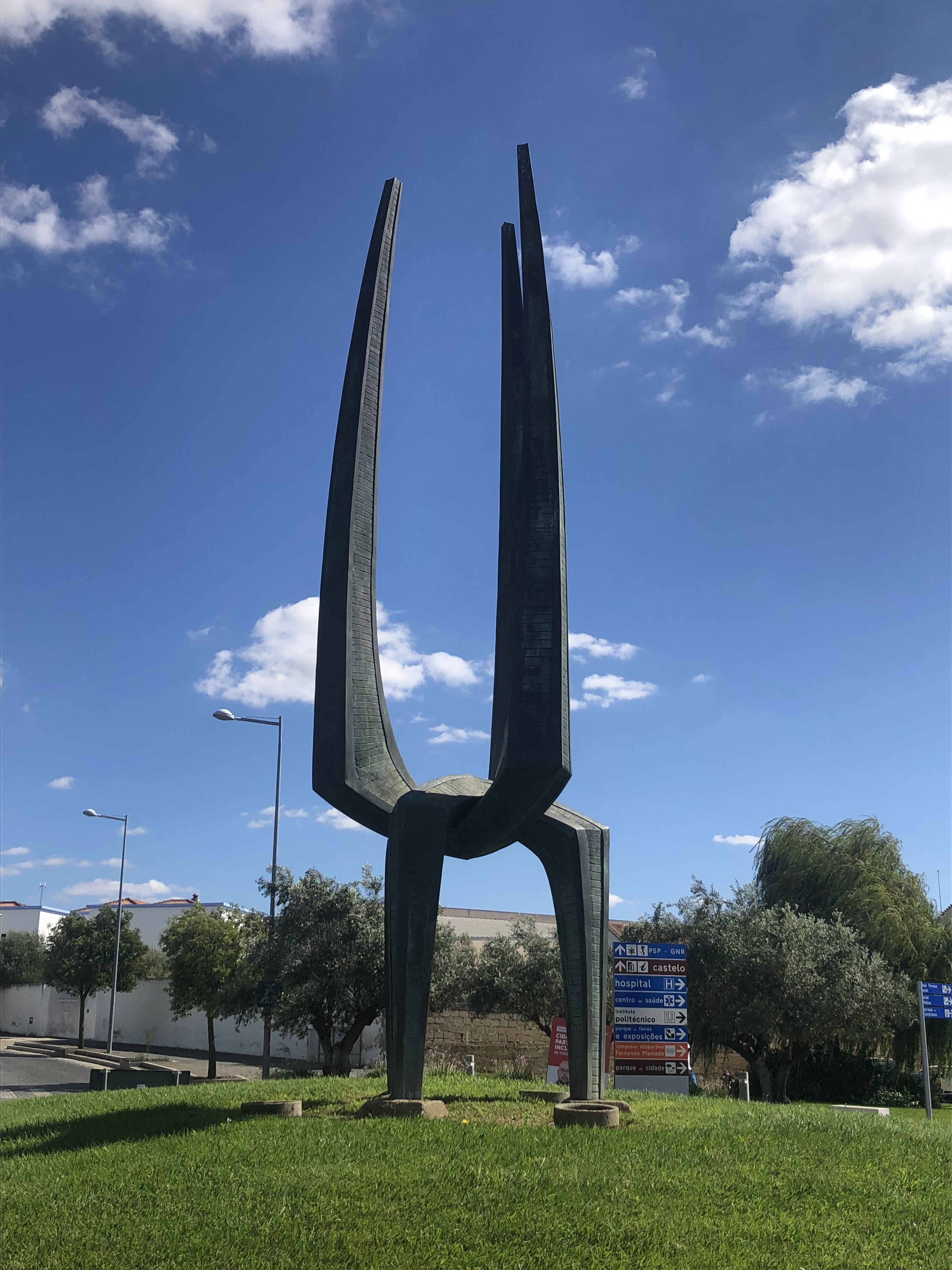
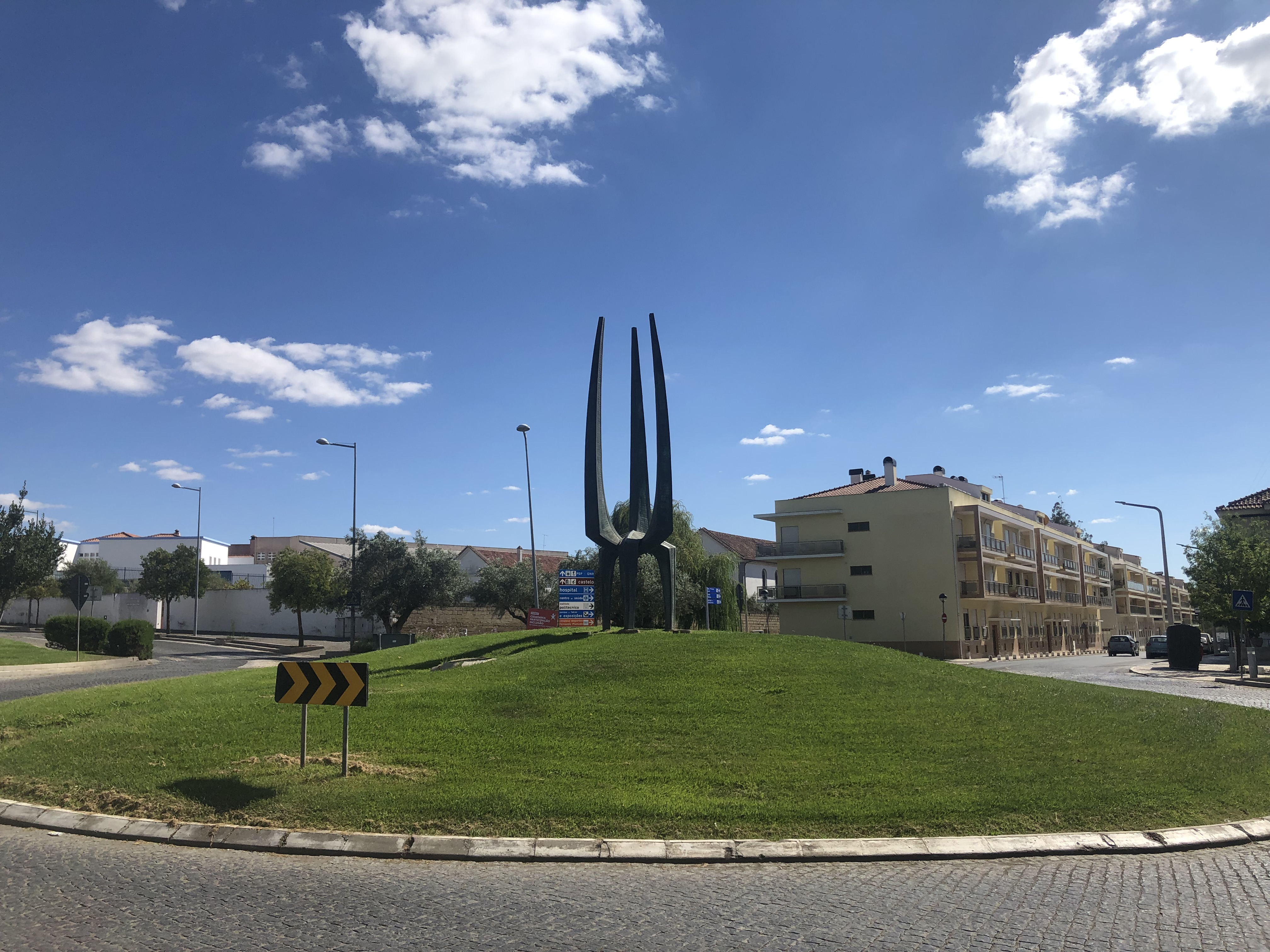

### Monumento à Liberdade, Largo de S. Sebastião, Grândola, 1999, ferro

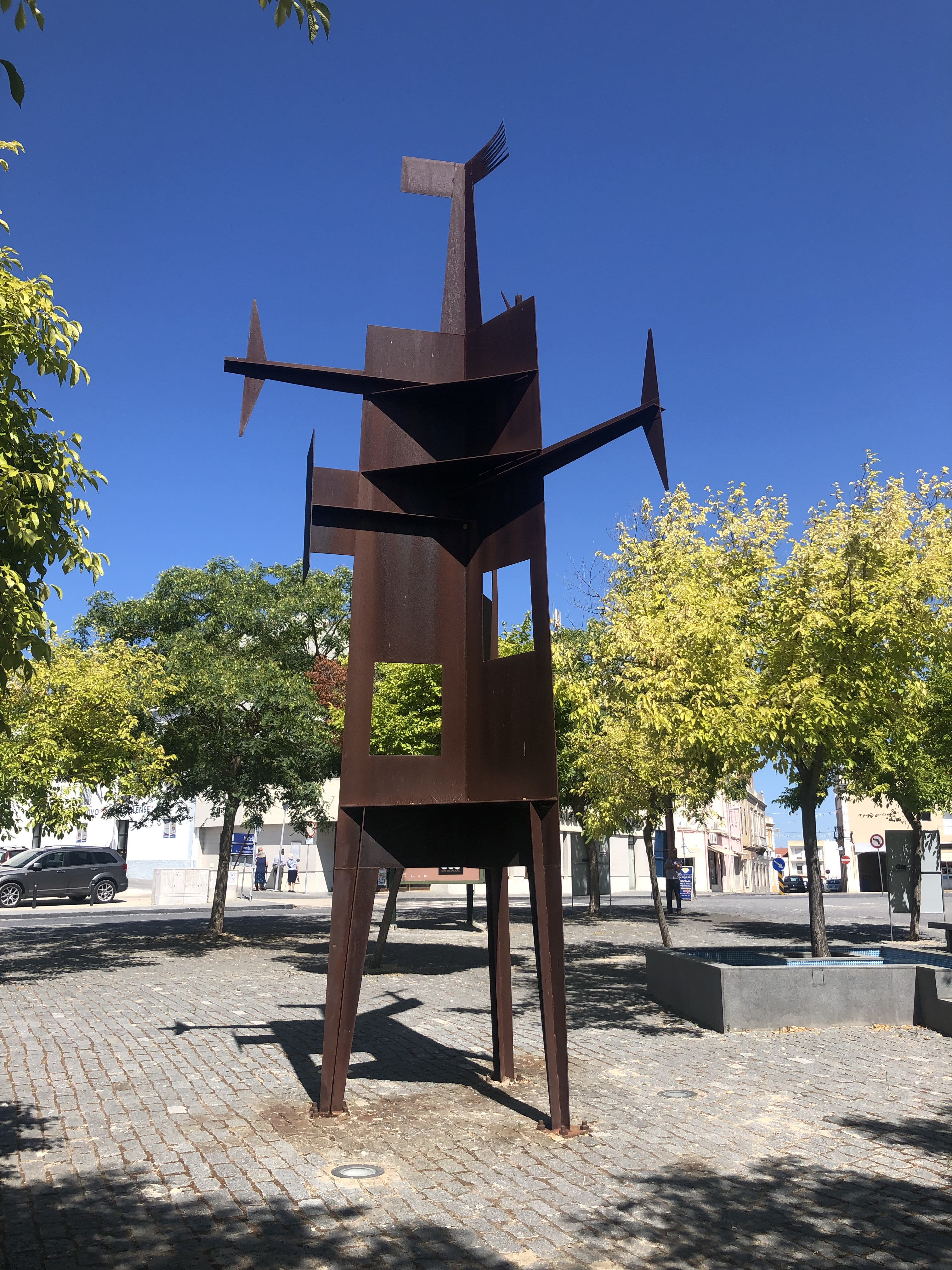
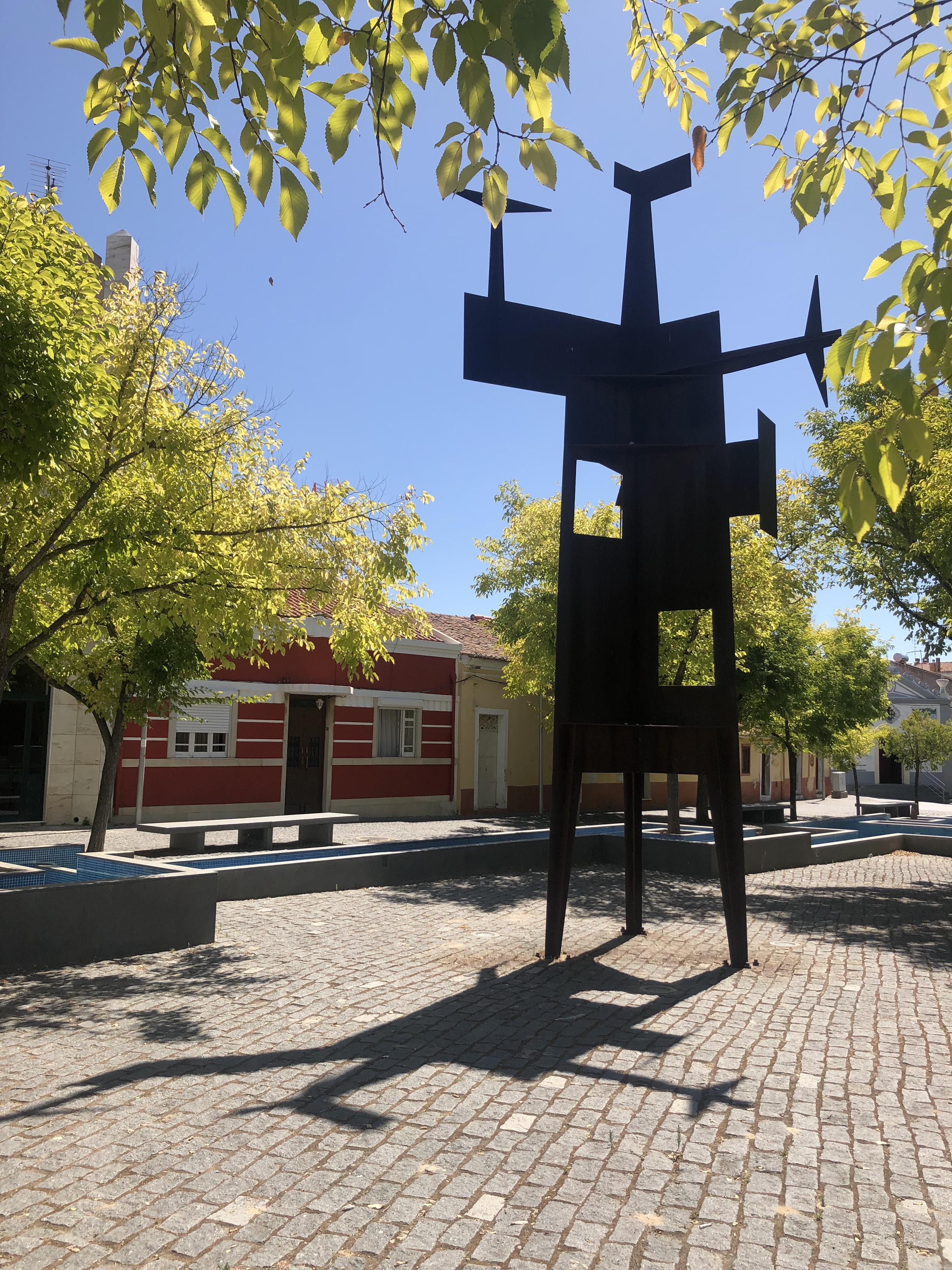
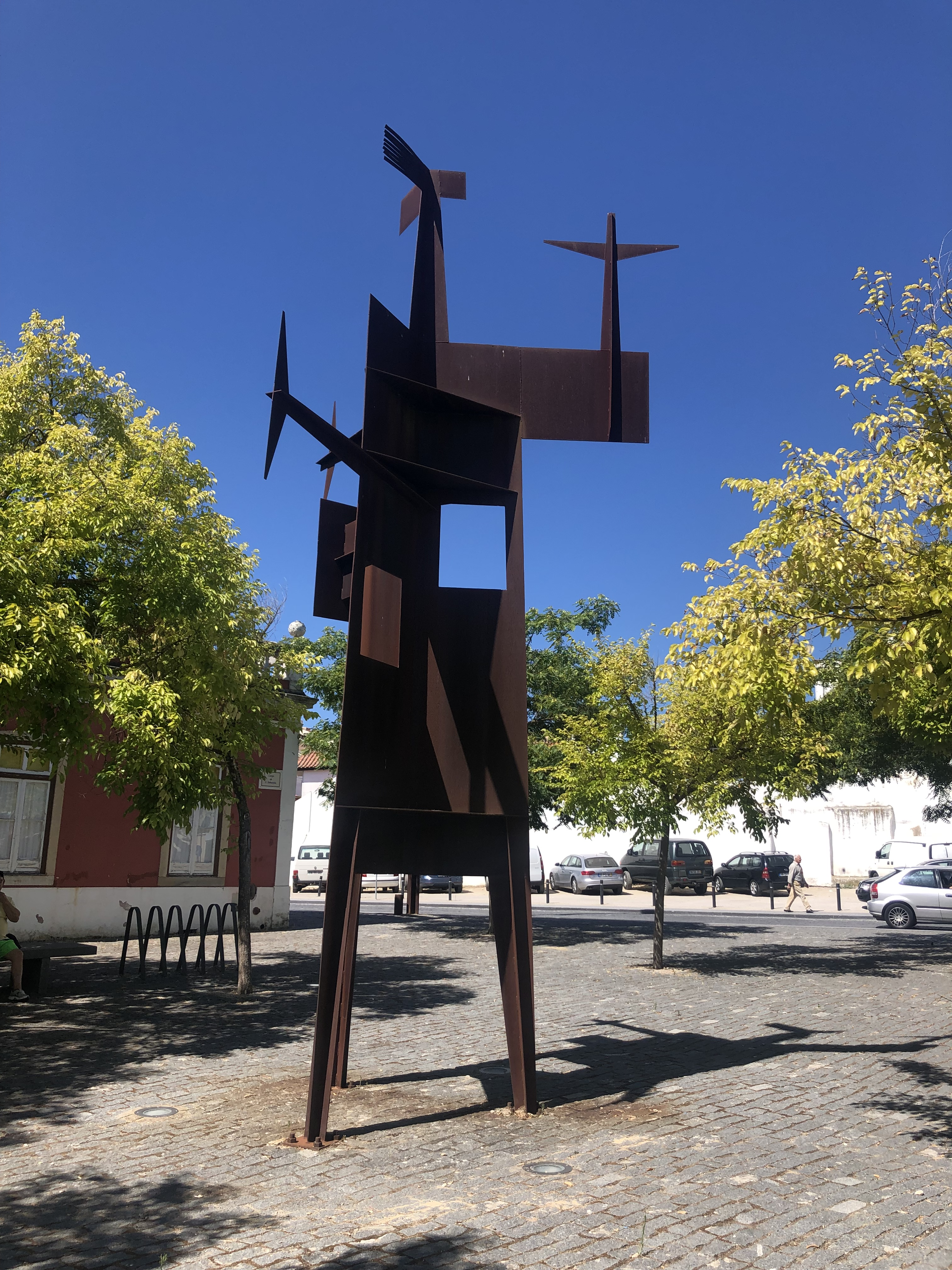

### Chafariz de Dentro, Largo do Chafariz de Dentro, Lisboa, 1996-2004, bronze

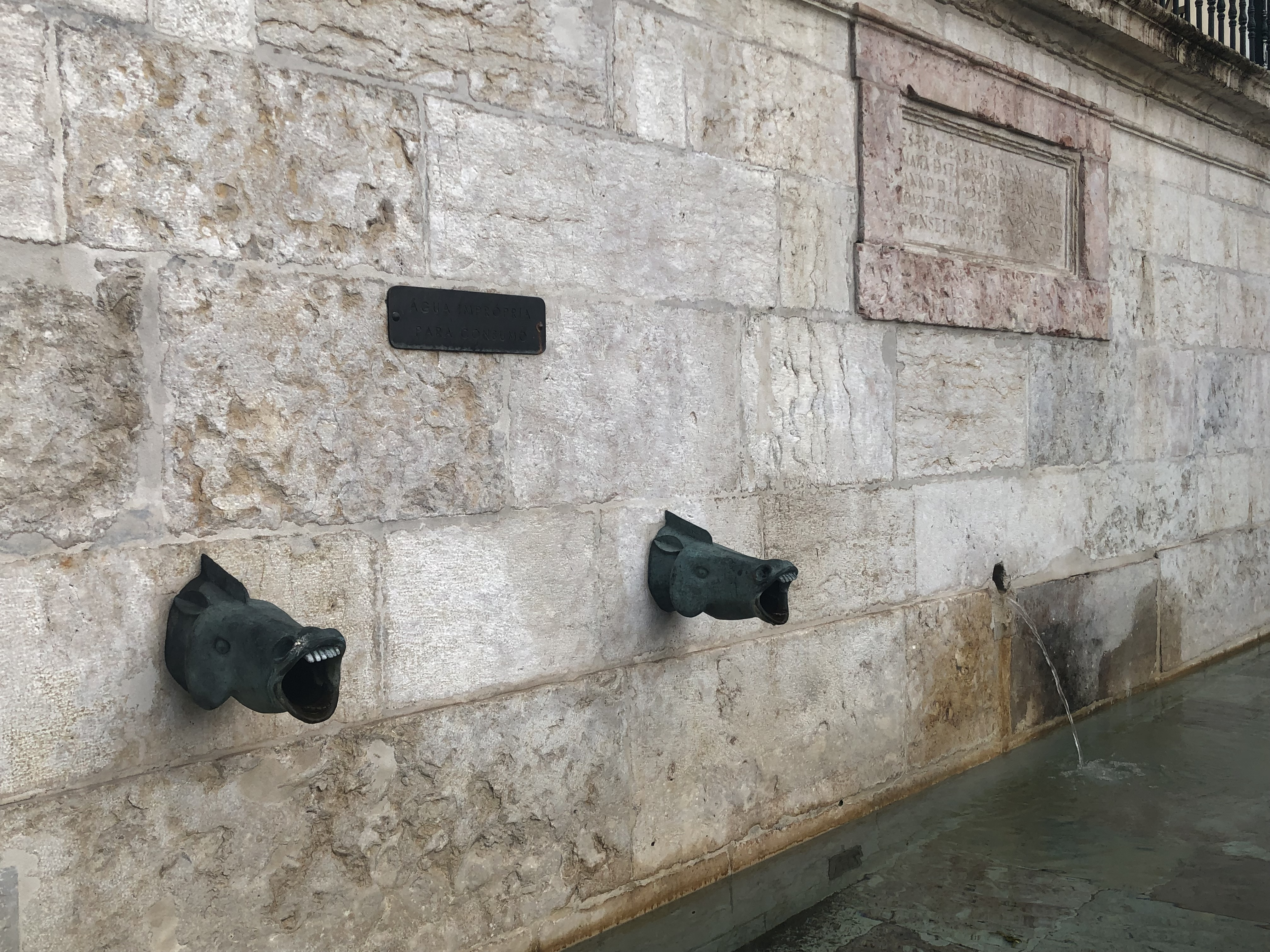
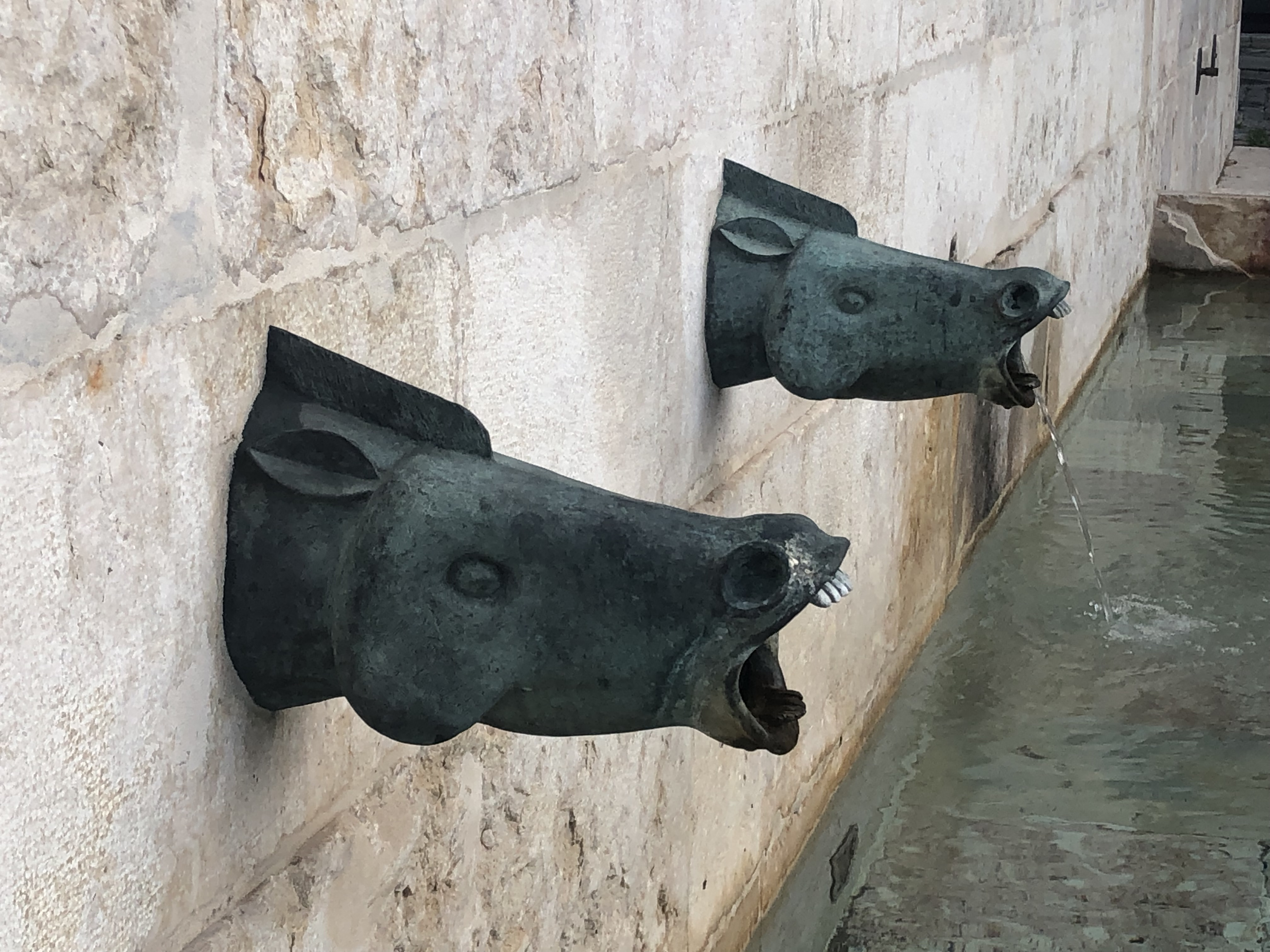
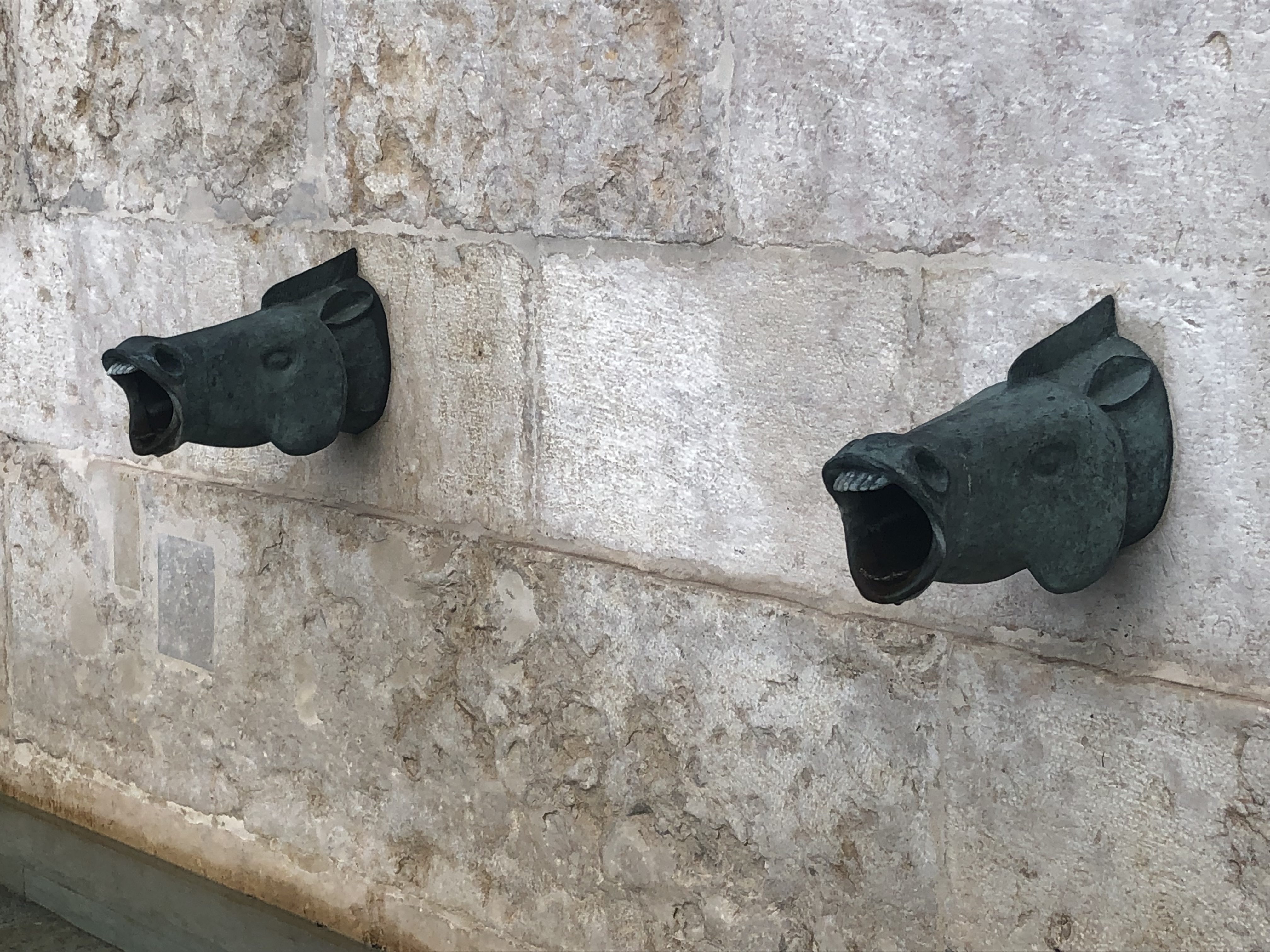

### Homem Sol, Parque das Nações, Lisboa, 1998, ferro

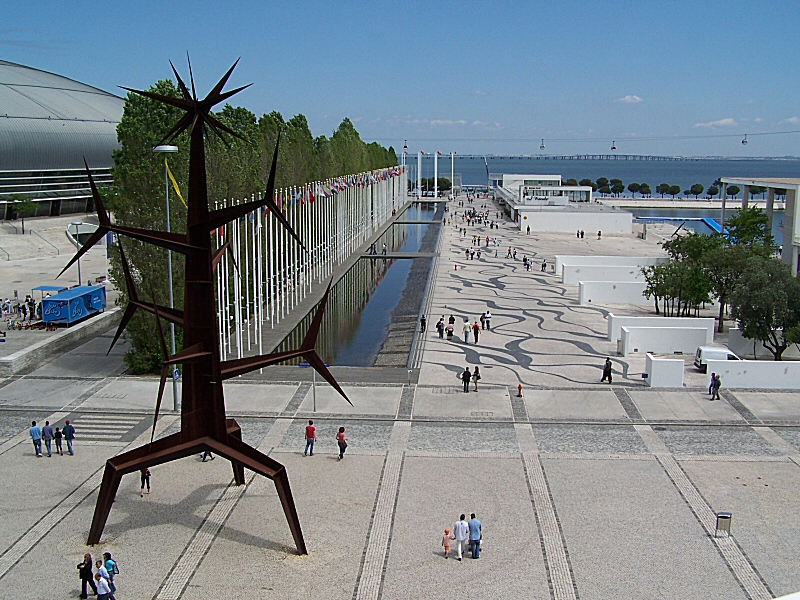
Homem Sol, 1998, ferro
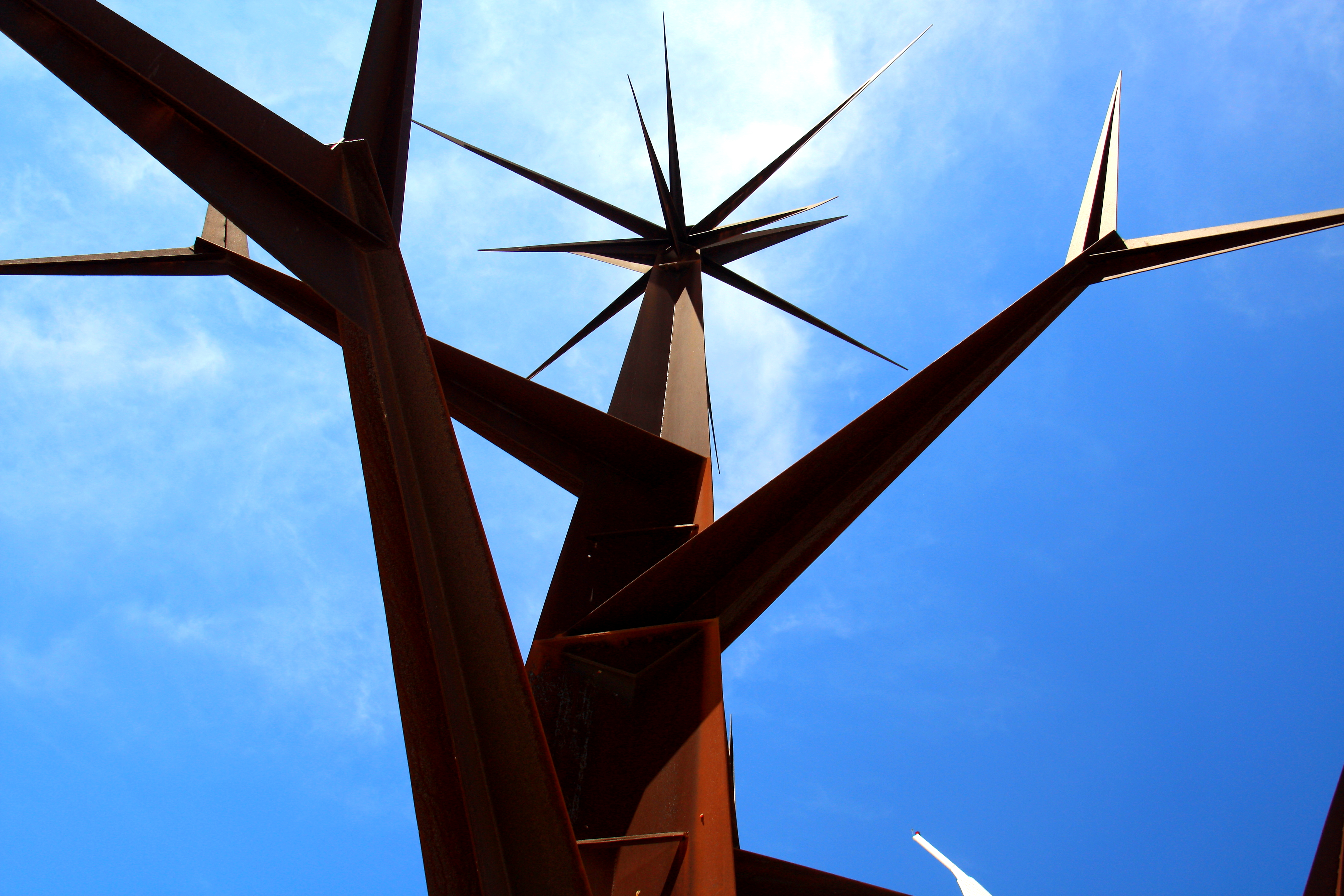
Homem Sol, 1998, ferro